# David Artur
 (février 2019).
 (février 2019).
Si vous disposez d'ouvrages ou d'articles de référence ou si vous connaissez des sites web de qualité traitant du thème abordé ici, merci de compléter l'article en donnant les références utiles à sa vérifiabilité et en les liant à la section « Notes et références ».
David Artur est un homme de presse, d'édition et un animateur télévisuel-radiophonique français.

## Biographie

### Carrière
D'abord assistant metteur en scène dans le cinéma où il collabore de 1996 à 2003 avec Gérard Oury, Claude Lelouch, Claude Pinoteau, et Jean-Pierre Jeunet, il se spécialise dans les films à gros budgets et les films américains (Ronin, Astérix et Obélix : Mission Cléopâtre, Un long dimanche de fiançailles) qui se tournent en France.
En parallèle de ses activités cinématographiques, il met en scène en 1999 pour l'agence de mannequinat Elite le défilé du Elite Model Look International qui se déroule à Nice.
En 2000 et 2001, aux côtés du producteur Patrick Godeau, il signe les campagnes publicitaires des films Sade, Mademoiselle et Les Morsures de l'aube.
En 2003, une rencontre fortuite avec le directeur artistique radiophonique Guy Banville lui permet de prendre le micro lors d'une phase de casting sur La City Radio de Paris (actuellement France Bleu 107,1 MHz) appartenant au groupe Radio France. Il débute alors une carrière dans le direct radiophonique en devenant City baladeur sur La City Radio de Paris renommée France Bleu 107.1.
Il entre alors de plain-pied dans le monde des médias et met entre parenthèses sa carrière cinématographique. En 2003, il rencontre Frédéric Mitterrand, alors directeur général délégué chargé des programmes et de l’antenne de TV5. En 2004 et 2005, il devient l'un de ses deux bras droits à la direction des programmes de TV5 en tant que chargé de mission auprès des partenaires étrangers. Dans le même temps, Frédéric Mitterrand lui fait faire ses premiers pas en tant qu'animateur télévisuel avec le programme Le Florilège du petit écran sur TV5.
En 2004, il cofonde la société Delirium production et se met à produire des films institutionnels et l'émission télévisuelle Tout est à vendre, même le chef, diffusée sur M6 Boutique La Chaîne.
En 2006, il intègre France Culture en animant et produisant l'émission estivale Radiosouvenirs dans laquelle il reçoit des personnalités diverses (Jean-Pierre Raffarin, Andrée Putman, Anne Sinclair, Claude Pinoteau, Serge Lutens, Jacques Vergès, Sonia Rykiel...), afin de partir en voyage au fil de leurs souvenirs liés à l'actualité. Il intègre aussi la rédaction du magazine Balthazar en tant que journaliste spécialisé dans l'art contemporain, le marché de l'art, l'opéra et le théâtre.
Par la suite, il est animateur et producteur sur France Culture pour l'émission Sur les docks dans laquelle il réalise, entre autres, des documentaires sur Claude Pompidou, Dina Vierny, Maurice Béjart, Claude Goretta, Alain Tanner et des sujets sociétaux. Pour l'émission A voix nue, il réalise des grands entretiens avec notamment  Danielle Mitterrand, Sylvie Vartan, Ousmane Sow, Just Fontaine.
En 2008, il devient rédacteur en chef du magazine Balthazar,,,.
En 2010, il crée et dirige le magazine Les dossiers de l'entreprise qui a pour mission d'informer les entreprises du sud de la France.
En 2011, il devient chroniqueur culture dans l'émission de télévision Paris, art de vivre sur BFM Business présentée par Alain Marty. Elle est diffusée en simultané à la télévision et sur la radio BFM, tous les vendredis soir à 21h30.
En octobre 2011, il rejoint l'équipe de Sophie Davant dans l'émission C'est au programme, diffusée sur France 2 pour animer la rubrique Consommation pendant le congé maternité d'Aurélia Bloch. En janvier 2012, le producteur William Leymergie lui demande d’intégrer l'équipe permanente en lui confiant la rubrique Société,, en tant que journaliste et réalisateur. Le 5 juillet 2019, il fait partie des chroniqueurs disant au revoir aux téléspectateurs pour la fin définitive de l'émission,.
En 2012, fort de ce qui se passe au Moyen-Orient, il crée et dirige en place le magazine Autrement pour informer de manière objective les différentes communautés vivant en France.
En 2014, il s'associe avec Arty Tackian au sein du magazine Balthazar. Il devient éditeur et directeur de la publication. Il signe alors un partenariat exclusif avec le Figaro quotidien afin que le magazine Balthazar soit distribué à ses abonnés au portage en tant que supplément masculin. Cela aura pour effet de faire de Balthazar, le premier magazine masculin en France avec 80 000 à 100 000 exemplaires vendus.
En 2015, William Leymergie lui demande de devenir chroniqueur dans l'émission Télématin en adaptant la rubrique Ils arrivent, qu'il avait initiée dans le magazine Balthazar. David permet ainsi à de jeunes talents - qui seront les grands de demain - de faire leur premier pas à la télévision.
En 2022, il participe à la création et au lancement du magazine Lyrik,, qui se veut le jeune frère d'Opéra magazine. Son but amener les millennials vers l'opéra et toutes les formes d'expressions culturelles. Il s'occupe d'y promouvoir l'art contemporain, des grands entretiens et des dossiers économiques.

### Vie privée
David Artur est le fils de l'animateur radiophonique José Artur et le demi-frère de la comédienne Sophie Artur.

### Vie associative
En 2020, il découvre le scandale lié au charnier de l'université Paris-Descartes. Son père, José Artur, ayant donné son corps à la science en 2015, fait partie des corps des donneurs qui ont été maltraités. Il s'engage dès lors, au sein de l'association CDJD (Charnier Descartes Justice et Dignité pour les Donneurs), afin qu'une instruction judiciaire soit ouverte pour faire toute la lumière sur ce scandale scientifique, universitaire et politique. Il est vice-président de l'association.

### Passions
Féru d'art contemporain, il fréquente les foires internationales (Frieze Art Fair, Art Basel, Documenta, la Biennale de Venise, la FIAC…), les galeries et l'Hôtel des ventes Drouot où il entretient des liens privilégiés avec les commissaires-priseurs, les marchands, les galeristes, et les collectionneurs.
Il n'a de cesse dans toutes ses publications et collaborations de rendre accessible, à une large audience, les nouvelles formes d'expression et de mettre en avant les artistes peintres et sculpteurs en devenir,,.
Il est aussi joueur de backgammon.

### Distinction
En 2007, il obtient le Grand prix radiophonique de la SCAM pour "Sur les docks" sur France Culture.

## Filmographie
- 2003 : Un long dimanche de fiançailles, réalisé par Jean-Pierre Jeunet.
- 2002 : Tais-toi !, réalisé par Francis Veber.
- 2001 : Les Morsures de l'aube, réalisé par Antoine de Caunes.
- 2000 : Mademoiselle, réalisé par Philippe Lioret.
- 2000 : Sade, réalisé par Benoît Jacquot.
- 1998 : Le Schpountz, réalisé par Gérard Oury.
- 1998 : Ronin, réalisé par John Frankenheimer.
- 1997 : Astérix et Obélix contre César, réalisé par Claude Zidi.
- 1996 : Les Palmes de monsieur Schutz, réalisé par Claude Pinoteau.
- 1996 : The Double, réalisé par Roman Polanski (arrêté en plein milieu du tournage).
- 1996 : Fallait pas !…, réalisé par Gérard Jugnot.
- 1996 : Hommes, femmes : mode d'emploi, réalisé par Claude Lelouch.
- 1995 : Fantôme avec chauffeur, réalisé par Gérard Oury.